# إيفان كروكس
إيفان كروكس (بالإنجليزية: Evan Crooks)‏ هو ممثل أمريكي، ولد في 15 يوليو 1994 في فريسنو في الولايات المتحدة.

## وصلات خارجية
- إيفان كروكس على موقع IMDb (الإنجليزية)
- إيفان كروكس على موقع قاعدة بيانات الفيلم (الإنجليزية)